# そよら東岸和田
そよら東岸和田（そよらひがしきしわだ）は、大阪府岸和田市にある、イオンリテールが運営するショッピングセンターである。
本記事ではかつて同地でイオンリテールが運営していた旧店舗「イオン東岸和田店」（閉店時点、変遷は後述）についても述べる。

## 概要
イオンリテールが2020年（令和2年）以降展開する小商圏の都市型ショッピングセンター「そよら」の一つであり、大阪府内では「そよら海老江」、「そよら新金岡」に次ぐ3ヶ所目の施設として、旧イオン東岸和田店の跡地に開業した。
当施設では「今までのそよら以上の土地展開」を図るため、平面駐車場を中心に複数の店舗を展開するオープンモール形式となっている。
核店舗は最新型フォーマットのGMS「イオンスタイル東岸和田」となり、開業時点でヤマダデンキ、ユニクロ、＃ワークマン女子、シャトレーゼ、キャンドゥ、JINSなどの専門店が出店する他、そよら最大規模の公園広場やドッグランも設置される。
2023年（令和5年）7月11日にイオンと包括連携協定を締結した岸和田市との取り組みや、隣接する葛城病院（かつて同地で営業していた旧ワーナー・マイカル・シネマズ岸和田の跡地に立地）と連携し、利用客の健康増進につながる取り組みを実施するとしている。これに伴い、「イオン薬局」は葛城病院に隣接した第一薬局に加え、イオンスタイル内に第二薬局を開設する。

## 歴史
- 1979年（昭和54年）11月29日：黒崎窯業岸和田工場（1977年閉鎖）の跡地にニチイ東岸和田店として開店。
- 1993年（平成5年）4月29日：シネマコンプレックス「ワーナー・マイカル・シネマズ東岸和田」開館。
- 1994年（平成6年）：東岸和田サティに改称。
- 1999年（平成11年）：立体駐車場を増築するなど改修工事を実施[4]。
- 2008年（平成20年）2月3日：ワーナー・マイカル・シネマズ東岸和田が閉館。
- 2011年（平成23年）3月1日：イオン東岸和田店に改称。
- 2012年（平成24年）11月：ワーナー・マイカル・シネマズ東岸和田跡地に葛城病院が移転し開業。
- 2020年（令和2年）
  - 8月31日：老朽化に伴う建て替えのため、一時休業。
  - 12月31日：トークタウン専門店街が閉館。
- 2023年（令和5年）9月26日：そよら東岸和田として再開業。核店舗は「イオンスタイル東岸和田」となる[5]。

## 旧イオン東岸和田店

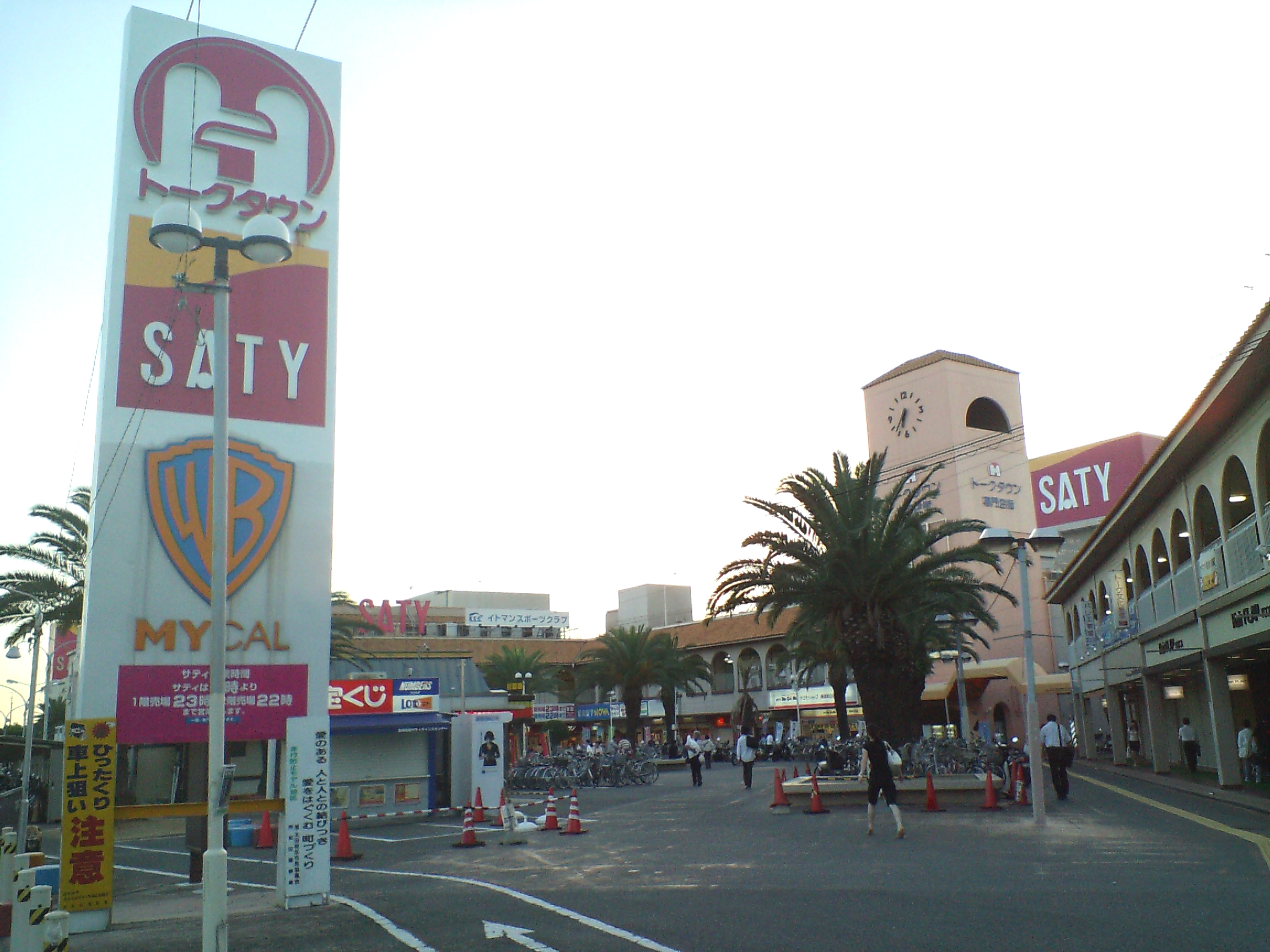
サティ時代の外観（2007年7月）

1979年11月29日開業。1994年に東岸和田サティへと業態転換し、2011年3月1日にマイカルがイオンリテールと合併した事に伴いイオンとなった。
1993年4月29日には隣接地にワーナー・マイカル（現・イオンエンターテイメント）が運営するシネマコンプレックス（以下「シネコン」)であるワーナー・マイカル・シネマズ東岸和田がオープン。全国で海老名に次ぐ2ヶ所目、近畿地方では初となるシネコンであった。しかし、国内最初期のシネコンゆえの設備の老朽化を理由に2008年2月3日に閉館。後継劇場のないシネコンの純粋な閉館は国内初であった。建物は解体され、前記の通り葛城病院が移転開業している。
その後、老朽化による建て替えのため、イオン直営売場は2020年8月31日、トークタウンは同年末をもって閉店した。

## フロア構成
概要の通り、当施設では核店舗の他に別棟の専門店を複数擁している。
下記はイオンスタイル東岸和田のフロアガイドである。
| 階 | フロア概要                                             |
| -- | ------------------------------------------------------ |
| 2F | イオンスタイル（衣料品・生活用品）・キャンドゥ・専門店 |
| 1F | イオンスタイル（食品）・専門店                         |

### 建て替え前のフロア構成
| 階  | フロア概要             |
| --- | ---------------------- |
| 2階 | 衣料品のフロア         |
| 1階 | 食品・生活用品のフロア |

## 主なテナント
現行のテナントについては公式サイトを参照。

### 1階
- イトマンスポーツクラブ
- 未来屋書店
- ドトール
- まるしげ

### 2階
- キャンドゥ
- ザ・ダイソー（2020年1月10日をもって閉店）
- ハニーズ